# El gran galeoto
El gran Galeoto es una obra de teatro del dramaturgo español José Echegaray y Eizaguirre. Su título hace referencia al episodio de Paolo y Francesca de la Divina Comedia de Dante y se ha considerado como una exposición del autor sobre sus ideas acerca del teatro.
Melodrama escrito en tres actos en verso que comienza con un diálogo en prosa, durante su primer mes de edición alcanzó un gran éxito, por lo que se realizaron cinco ediciones diferentes. En el Teatro Romea de Murcia, en la representación de junio de 1881 el autor, presente en la sala, fue vitoreado y se vio en la necesidad de hablar al público. El argumento relata la historia de un joven escritor, Ernesto, enfrentado a Don Julián a causa de su esposa Teodora. Los rumores de que mantienen relaciones sentimentales y la muerte de Don Julián en un duelo. El rol de ‘galeoto’, también podría hacer referencia al personaje celestinesco de Galeotto (en francés «Galehaut» o «Galehault») de varias novelas del Ciclo bretón sobre el amor imposible entre Ginebra y Lancelot.
La obra fue traducida al inglés en dos ocasiones. En Inglaterra fue estrenada en 1889 (Shaftesbury Theatre de Londres) con título Calumny, traducción de Malcolm Watson. En Estados Unidos, una nueva adaptación de Charles Nirdlinger, con título The World and his Wife, fue estrenada en 1907 por la compañía de William Faversham, en Boston (Hollis Theatre), y en 1908 en Nueva York (Daly Theatre), donde llegó a las 88 representaciones. 
En 1951, el realizador Rafael Gil dirigió una versión cinematográfica con el título de El gran Galeoto.